# 1991 în arhitectură
- 1989 în arhitectură – 1990 în arhitectură —  1991 în arhitectură  — 1992 în arhitectură – 1993 în arhitectură

Anul 1991 în arhitectură a implicat evenimente importante.

## Clădiri

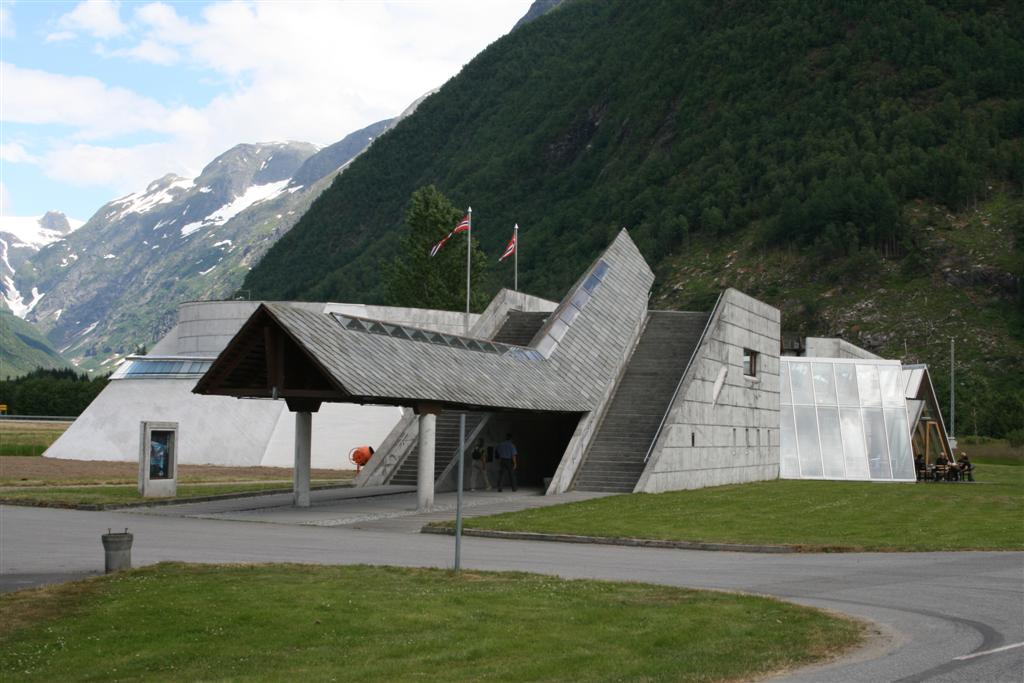
Muzeul norvegian al ghețarului – arhitect Sverre Fehn — 1991 - 2002

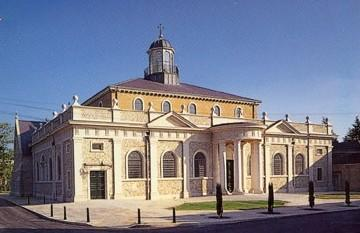
Clădirea extinsă a catedralei Bretwood din ENG este dedicată

- One Canada Square din Canary Wharf Square, London devine cea mai înaltă clădire din Anglia.[2]
- Stansted Airport Building, clădirea terminalului aeroportului din Essex, Anglia, proiectată de Norman Foster, este terminată.
- Clădirea Tianjin Radio and Television Tower[3] în Tianjin, China este completată.
- Clădirea Key Tower din Cleveland, statul  Ohio,  Statele Unite ale Americii, este terminată.
- Clădirea MesseTurm din Frankfurt am Main, Germania, este completată.[4]
- Clădirea Carnegie Hall Tower din Manhattan, New York City, Statele Unite ale Americii, este terminată.
- Clădirea Bell Atlantic Tower din Philadelphia, statul  Pennsylvania, Statele Unite, este completată.
- Clădirea Bourke Place din Melbourne,  Australia, este terminată și dată în folosință.
- Clădirea Melbourne Central din Melbourne, Australia, este completată.
- Clădirea extinsă a catedralei Bretwood din  Anglia, proiectată de arhitectul Quinlan Terry, este sfințită și inaugurată.
- Clădirea Friedrich-Clemens-Gerke Turm din Cuxhaven, landul Saxonia Inferioară, Germania, este terminată.
- Clădirea Guangzhou TV Tower din Guangzhou, China, este terminată și dată în folosință.
- Clădirea The West Tower a cazinoului Stardust Resort  din Las Vegas,  Nevada,  Statele Unite ale Americii, este terminată și dată în folosință.
- Clădirea 101 Collins Street, designată de arhitecții firmei Denton, Corker and Marshall este completată, în Melbourne,  Australia.[5]

## Premii, distincții, medalii
- AIA Gold Medal - Benjamin C. Thompson.
- Architecture Firm Award - Zimmer Gunsul Frasca Architects.
- Grand Prix de l'urbanisme - Jean Dellus.
- Grand prix national de l'architecture - Christian Hauvette.
- Pritzker Prize - Robert Venturi.
- Prix de l'Académie d'Architecture de France - Norman Foster.
- RAIA Gold Medal - Donald Bailey.
- Royal Gold Medal - Colin Stansfield Smith.
- Prix de Rome, architecture: (unknown).

## Decese
- 19 august – Hans van der Laan, călugăr și arhitect neerlandez (n. 1904)